# Mi'ilya
Mi'ilya (en hebreo: מִעִלְיָא) es un concejo local israelí en la Galilea occidental en el distrito Norte de Israel. Su nombre durante la era del Reino de Jerusalén en Galilea era Castellum Regis. En 2015 tenía una población de 3.208, todos los cuales son melquitas griegos católicos. La ciudad está situada justo al noroeste de Ma'alot-Tarshiha.

## Historia
En excavaciones arqueológicas realizadas en Mi'ilya se han encontrado vestigios de poblaciones de la edad de Bronce y de la edad de Hierro tardía, así como de los períodos helenístico, romano, bizantino, cruzado, mameluco y otomano.
En la época de los cruzados, el nombre de Mi'ilya se mencionó por primera vez en el año 1160, al ser esta y varias aldeas circundantes a Castellum Regis, transferidas a un cruzado de origen germánico llamado Iohanni de Caypha (Johannes de Haifa).
En 1179 la vizcondesa Petronella de Acre vendió las casas, viñedos y jardines de Mi'ilya al conde Joscelino III de Edesa, tío de Balduino IV de Jerusalén, y en 1183, Balduino IV transfirió una casa que él había comprado en Mi'ilya del escriba Juan de Bogalet, además de otras posesiones en la vecindad de Mi'ilya al mismo tío, Joscelino III.
Sin embargo, para el año 1187 tras la batalla de los Cuernos de Hattin, Mi'ilya junto a su castillo serían capturados por las huestes musulmanas de Saladino.  En 1188 fue concedido por Conrado de Montferrato a los pisanos que defendían Acre,  pero no está claro si alguna vez tomaron el control de ella.
En 1220 la hija de Joscelino III de Edesa, Beatrix de Courtenay y su esposo Otto von Botenlauben, Conde de Henneberg, vendieron Mi'ilya a los Caballeros Teutónicos el 31 de mayo, por la suma de 7000 marcos de plata. Esto incluyó a Mi'ilya con sus dependencias, así como un tercio del feudo de San Jorge. En 1228, el nieto de Jocelyn III, James of Mandale, vendió su parte a los Caballeros Teutónicos.
Entre 1220 y 1243, los caballeros Teutónicos compraron una serie de propiedades privadas en las cercanías del castillo. 
Otro documento del año 1257 menciona una casa y otra propiedad en Mi'ilya que pertenecía al obispo de Acre.
Los mamelucos, esclavos islamizados de Egipto bajo órdenes de Baibars conquistaron Mi'ilya entre 1268/71.

## Demografía
De acuerdo a los datos del censo de la Oficina Central de Estadísticas de Israel (CBS), en el año 2015 vivían unas 3208 personas en M'ilya, con una tasa de crecimiento anual del 1,2%. El 99.8% de sus habitantes son católicos (melquitas), lo que la convierte junto a Fassuta en las únicas comunidades de Israel con una clara mayoría de residentes israelíes cristianos. Según datos de la CBS del 2014, en cuanto al bienestar socioeconómico, el concejo ocupa el quinto lugar de los 10 concejos de la región. El salario promedio mensual de los habitantes para el año 2013 fue de 7.978 NIS (promedio nacional: NIS 8247).